# Piazza del Popolo

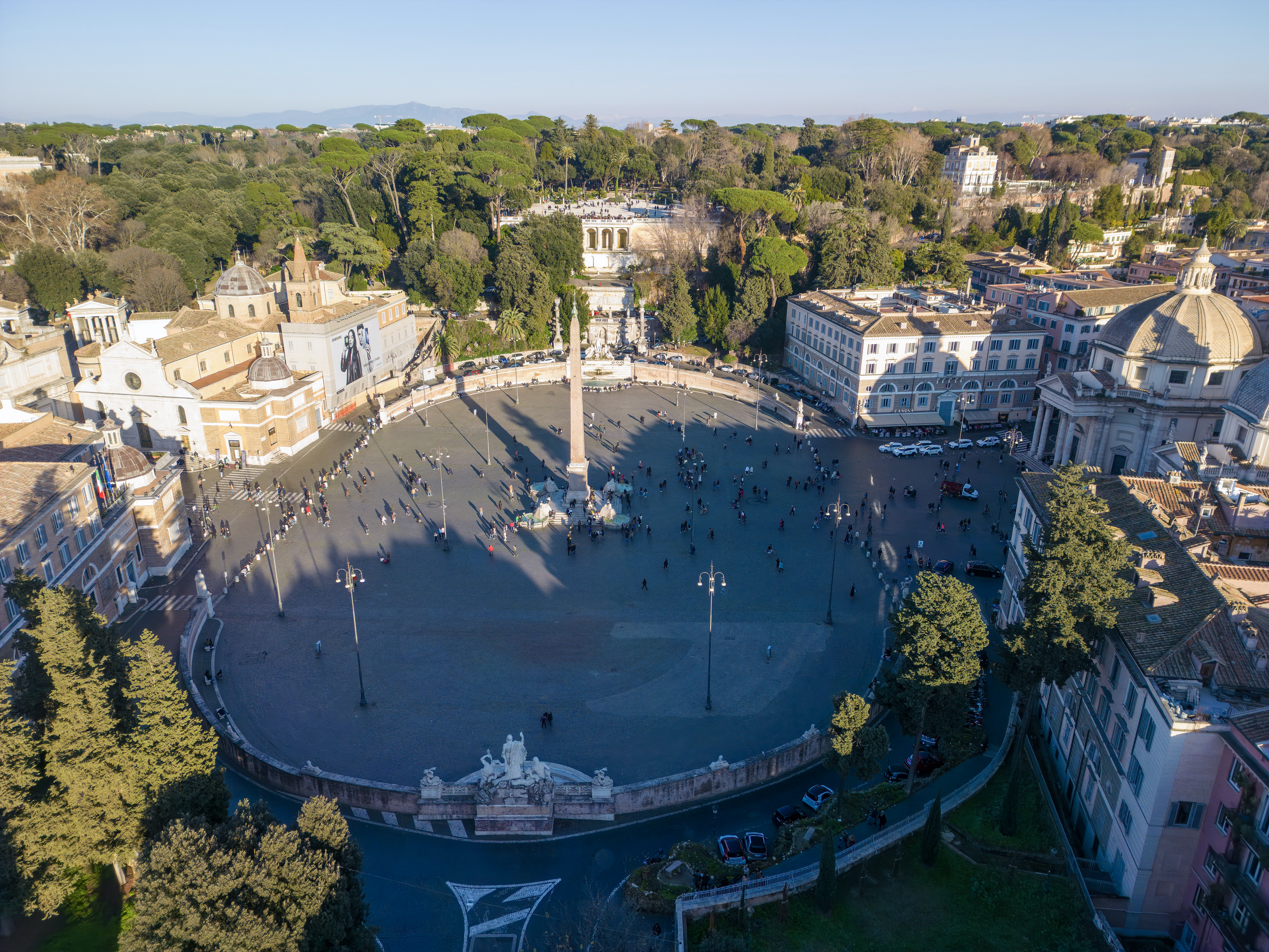
Vista da Piazza del Popolo

A Piazza del Popolo (em português:  Praça do Povo) é uma das célebres praças de Roma.
A praça e a sua porta constituem um óptimo exemplo de "estratificação" arquitectónica, um fenómeno consumado na Cidade Eterna, fruto das várias intervenções por parte dos pontifícios que comportavam modificações e reelaborações dos trabalhos edificadores e viários.
A igreja de Santa Maria del Popolo, ao lado da porta, foi erigida no século XI no local onde Nero morreu e foi sepultado, sendo mais tarde reconstruída por sob o papado de Sisto IV, por Baccio Pontelli e Andrea Bregno, entre 1472 e 1477, que lhe imprimiram um aspecto maioritariamente renascentista. Entre 1655 e 1660, o papa Alexandre VII decidiu restaurar a igreja, dando-lhe um aspecto brioso; para isso encarregou Gian Lorenzo Bernini, que restauraria novamente a igreja, desta vez imprimindo-lhe uma expressão barroca que permaneceu até hoje. A igreja acolhe obras artísticas de grande relevo: de Caravaggio, a "Conversão de São Paulo" e a "Crucificação de São Pedro", bem como vários afrescos de Pinturicchio, "Assunção da Virgem" de Annibale Carracci. No campo da arquitectura, está patente a marca de Rafael Sanzio e de Bramante, e algumas esculturas de Andrea Bregno e de Gian Lorenzo Bernini, como o magnífico órgão sobre dois anjos em bronze.
Entre 1562 e 1565, Nanni di Baccio Bigio, encarregado pelo papa Pio IV (Médici), opera sobre a fachada externa da Porta del Popolo. Sucessivamente, em 1655, o papa Alexandre VII encarregou Gian Lorenzo Bernini dos trabalhos de remodelação da fachada interna.
Em 1572,o papa Gregório XIII mandou colocar no centro da praça uma fonte de Giacomo della Porta, uma das dezoito novas fontes projectadas após o restauro do aqueduto Acqua Vergine. 
Em 1589, o papa Sisti V adornou a praça com um grande obelisco colocado no seu centro, o obelisco Flaminio de 24 metros de altura, construído no tempo dos faraós Ramessés II e Merneptá (1232-1220 a.C.), levado para Roma por Augusto e anteriormente colocado no Circo Máximo. Domenico Fontana encarregado da mudança de posição do obelisco, deslocou a fonte de Giacomo della Porta ligeiramente para sul, em direcção à Via del Corso, para permitir a colocação central do mesmo.
As duas igrejas gémeas, como são chamadas Santa Maria in Montesanto (1675) e Santa Maria dei Miracoli ou dos Milagres (1678) por serem simétricas, foram construídas segundo o desejo de Alexandre VII, embora os trabalhos terminassem apenas após o final do seu papado (1667), renovando profundamente o aspecto da praça e constituindo os dois pólos do "Tridente", formado pela Via del Corso, Via del Babuino e Via Ripetta. Os dois edifícios foram iniciados por Carlo Rainaldi e completados por Bernini, com a colaboração de Carlo Fontana.
A forma da praça assumiria a configuração actual apenas nos finais do século XVIII. Anteriormente era uma modesta praça de forma trapezoidal, alargando-se em direcção ao Tridente. Com efeito, à época das ocupação napoleónica o aspecto arquitectónico e urbanístico da praça seria revisto por Giuseppe Valadier, autor da última transformação da praça. Graças à sua intervenção, a praça assumiu uma forma elíptica, na parte central, conjugada com uma dupla êxedra, e decorada com numerosas fontes e estátuas, que se estendem em direcção ao rio Tibre. 
Em 1818, Valadier removeu a velha fonte de Giacomo della Porta que, em 1823, sob o pontificado de Leão XII (1822-1829) seria substituída por uma nova expressão arquitectónica com quatro leões em mármore que deitavam água em quatro vasos. Valadier continuaria a sua obre de restauração, também na zona dos pendentes do Pincio, ligando-a à Piazza del Popolo e às sete colinas, terminando em 1834.
Entre 1878 e  1879 foram demolidas as duas torres laterais que serviam para fortificar a porta.
Depois da brecha na Porta Pia, foi construída uma nova estrada de acesso à praça. A última intervenção estrutural relevante ocorreu na época fascista, em 1936, com a inauguração do novo aqueduto Vergine.
Actualmente, a Piazza del Popolo é uma ampla "zona pedonal" (área para pedestres, sem acesso de veículos) e local de eventos públicos, nomeadamente grandes manifestações, importantes para a cidade.